# إرفينغ تايلور
إرفينغ تايلور هو لاعب هوكي الجليد كندي، ولد في 13 أغسطس 1919، وتوفي في 1 ديسمبر 1991 في أوتاوا في كندا.

## وصلات خارجية
- إرفينغ تايلور على موقع EliteProspects.com (الإنجليزية)
- إرفينغ تايلور على موقع أوليمبيديا (الإنجليزية)